# 컬럼비아 센터
컬럼비아 센터(Columbia Center)는 미국 시애틀에 위치한 마천루로 워싱턴주 최고 높이다.

## 같이 보기
- 미국의 마천루 목록